# Élections législatives de 1910 en Vaucluse
Les élections législatives de 1910 ont eu lieu les 24 avril et 8 mai.

## Élus
|   | Circonscription | Député sortant             |  | Groupe parlementaire       | Député élu                          |  | Groupe parlementaire              |
| - | --------------- | -------------------------- |  | -------------------------- | ----------------------------------- |  | --------------------------------- |
| 1 | Apt             | Émile Abel-Bernard         |  | Gauche radicale-socialiste | Georges Laguerre                    |  | Républicain socialiste            |
| 2 | Avignon         | Gaston Coulondre           |  | Gauche radicale-socialiste | Joseph-Gaston Pouquery de Boisserin |  | Républicains radicaux-socialistes |
| 3 | Carpentras      | Jean-Baptiste Saint-Martin |  | Gauche radicale-socialiste | Louis Guichard                      |  | Républicains radicaux-socialistes |
| 4 | Orange          | Alexandre Blanc            |  | Socialiste unifiés         | Auguste Lacour                      |  | Gauche démocratique               |

## Résultats à l'échelle du département
| Partis         | Partis                                         | Premier tour | Premier tour | Deuxième tour | Deuxième tour | Sièges |
| Partis         | Partis                                         | Voix         | %            | Voix          | %             | Sièges |
| -------------- | ---------------------------------------------- | ------------ | ------------ | ------------- | ------------- | ------ |
|                | Radicaux socialistes                           | 19 277       | 34,16        | 16 573        | 27,18         | 2      |
|                | Section française de l'Internationale ouvrière | 11 687       | 20,71        | 8 742         | 14,34         | 0      |
|                | Radicaux                                       | 8 357        | 14,81        | 11 239        | 18,43         | 1      |
|                | Fédération républicaine                        | 6 780        | 12,01        | 19 444        | 31,89         | 1      |
|                | Action libérale populaire                      | 4 107        | 7,28         | 4 745         | 7,78          | 0      |
|                | Alliance républicaine démocratique             | 1 753        | 3,11         |               |               | 0      |
|                | Socialistes indépendants                       | 395          | 0,70         | 0             |               |        |
|                | Divers                                         | 4 083        | 7,23         | 226           | 0,37          | 0      |
|                |                                                |              |              |               |               |        |
| Inscrits       | Inscrits                                       | 80 030       | 100,00       | 80 030        | 100,00        | 4      |
| Votants        | Votants                                        | 57 393       | 71,71        | 61 963        | 77,42         |        |
| Abstentions    | Abstentions                                    | 22 637       | 28,29        | 18 067        | 22,58         |        |
| Blancs et nuls | Blancs et nuls                                 | 954          | 1,66         | 994           | 1,60          |        |
| Exprimés       | Exprimés                                       | 56 439       | 98,34        | 60 969        | 98,40         |        |

## Résultats par arrondissement

### Arrondissement d'Apt
| Candidat       | Candidat         | Parti                       | Premier tour | Premier tour | Deuxième tour | Deuxième tour |
| Candidat       | Candidat         | Parti                       | Voix         | %            | Voix          | %             |
| -------------- | ---------------- | --------------------------- | ------------ | ------------ | ------------- | ------------- |
|                | Louis Tissier    | Radical socialiste (PRRRS)  | 3 443        | 32,46        | 5 370         | 48,03         |
|                | Georges Laguerre | Radical socialiste          | 3 405        | 32,10        | 5 724         | 51,19         |
|                | Duc-Quercy       | SFIO                        | 2 213        | 20,86        | Retrait       | Retrait       |
|                | Paul Imbert      | Républicain de gauche (ARD) | 1 507        | 14,21        | Retrait       | Retrait       |
|                | Divers           | Divers                      | 39           | 0,37         | 87            | 0,78          |
|                |                  |                             |              |              |               |               |
| Inscrits       | Inscrits         | Inscrits                    | 14 688       | 100,00       | 14 688        | 100,00        |
| Votants        | Votants          | Votants                     | 10 772       | 73,34        | 11 347        | 77,25         |
| Abstention     | Abstention       | Abstention                  | 3 916        | 26,66        | 3 341         | 22,75         |
| Blancs et nuls | Blancs et nuls   | Blancs et nuls              | 165          | 1,53         | 166           | 1,46          |
| Exprimés       | Exprimés         | Exprimés                    | 10 607       | 98,47        | 11 181        | 98,54         |

### Arrondissement d'Avignon
| Candidat       | Candidat                            | Parti                | Premier tour | Premier tour | Deuxième tour | Deuxième tour |
| Candidat       | Candidat                            | Parti                | Voix         | %            | Voix          | %             |
| -------------- | ----------------------------------- | -------------------- | ------------ | ------------ | ------------- | ------------- |
|                | Joseph-Gaston Pouquery de Boisserin | Radical              | 8 357        | 41,42        | 11 239        | 53,01         |
|                | J. Stern                            | Radical socialiste   | 4 311        | 21,37        | Retrait       | Retrait       |
|                | Marius Ricard                       | ALP                  | 4 107        | 20,36        | Retrait       | Retrait       |
|                | Henri Gourdeaux                     | SFIO                 | 2 204        | 10,92        | Retrait       | Retrait       |
|                | Lucien Gourdon                      | Républicain agricole | 1 075        | 5,33         | Retrait       | Retrait       |
|                | Henri Guigou                        | FR                   |              |              | 9 939         | 46,88         |
|                | Divers                              | Divers               | 120          | 0,59         | 25            | 0,12          |
|                |                                     |                      |              |              |               |               |
| Inscrits       | Inscrits                            | Inscrits             | 27 148       | 100,00       | 27 148        | 100,00        |
| Votants        | Votants                             | Votants              | 20 374       | 75,05        | 21 356        | 78,67         |
| Abstention     | Abstention                          | Abstention           | 6 774        | 24,95        | 5 792         | 21,33         |
| Blancs et nuls | Blancs et nuls                      | Blancs et nuls       | 200          | 0,98         | 153           | 0,72          |
| Exprimés       | Exprimés                            | Exprimés             | 20 174       | 99,02        | 21 203        | 99,28         |

### Arrondissement de Carpentras
| Candidat       | Candidat                   | Parti              | Premier tour | Premier tour | Deuxième tour | Deuxième tour |
| Candidat       | Candidat                   | Parti              | Voix         | %            | Voix          | %             |
| -------------- | -------------------------- | ------------------ | ------------ | ------------ | ------------- | ------------- |
|                | Gabriel Maigre             | SFIO               | 2 506        | 26,51        | 1 761         | 14,62         |
|                | Louis Guichard             | Radical socialiste | 1 323        | 14,00        | 5 479         | 45,49         |
|                | Eydoux                     | Radical socialiste | 973          | 10,29        | Retrait       | Retrait       |
|                | Jean-Baptiste Saint-Martin | Radical socialiste | 666          | 7,05         | Retrait       | Retrait       |
|                | Joseph Germain             | Radical socialiste | 551          | 5,83         | Retrait       | Retrait       |
|                | Abel Rey                   | SI                 | 380          | 4,02         |               |               |
|                | William Fournier           | ARD                | 246          | 2,60         |               |               |
|                | Auguste Ayme               | Divers             | 267          | 2,82         |               |               |
|                | Girard                     | SI                 | 15           | 0,16         |               |               |
|                | Des Isnards                | ALP                |              |              | 4 745         | 39,40         |
|                | Divers                     | Divers             | 2 526        | 26,72        | 59            | 0,49          |
|                |                            |                    |              |              |               |               |
| Inscrits       | Inscrits                   | Inscrits           | 16 255       | 100,00       | 16 255        | 100,00        |
| Votants        | Votants                    | Votants            | 9 702        | 59,69        | 12 209        | 75,11         |
| Abstention     | Abstention                 | Abstention         | 6 553        | 40,31        | 4 046         | 24,89         |
| Blancs et nuls | Blancs et nuls             | Blancs et nuls     | 249          | 2,57         | 165           | 1,35          |
| Exprimés       | Exprimés                   | Exprimés           | 9 453        | 97,43        | 12 044        | 98,65         |

### Arrondissement d'Orange
| Candidat       | Candidat        | Parti              | Premier tour | Premier tour | Deuxième tour | Deuxième tour |
| Candidat       | Candidat        | Parti              | Voix         | %            | Voix          | %             |
| -------------- | --------------- | ------------------ | ------------ | ------------ | ------------- | ------------- |
|                | Auguste Lacour  | FR                 | 6 780        | 41,84        | 9 505         | 57,46         |
|                | Alexandre Blanc | SFIO               | 4 764        | 29,40        | 6 981         | 42,20         |
|                | Durand          | Radical socialiste | 4 605        | 28,42        | Retrait       | Retrait       |
|                | Divers          | Divers             | 56           | 0,35         | 55            | 0,33          |
|                |                 |                    |              |              |               |               |
| Inscrits       | Inscrits        | Inscrits           | 21 939       | 100,00       | 21 939        | 100,00        |
| Votants        | Votants         | Votants            | 16 545       | 75,41        | 17 051        | 77,72         |
| Abstention     | Abstention      | Abstention         | 5 394        | 24,59        | 4 888         | 22,28         |
| Blancs et nuls | Blancs et nuls  | Blancs et nuls     | 340          | 2,06         | 510           | 2,99          |
| Exprimés       | Exprimés        | Exprimés           | 16 205       | 97,94        | 16 541        | 97,01         |